# Țigara de după: prima dată
Țigara de după: prima dată este un film românesc din 2015 regizat de George Gänæaard. Rolurile principale au fost interpretate de actorii Alina Medoia, Eduard Teodor Bot.

## Distribuție
Distribuția filmului este alcătuită din:
- Eduard Teodor Bot — Ionuț
- Alina Medoia — Cristina